# Paolino Bertaccini
Paolino Bertaccini (* 19. November 1997 in Charleroi) ist ein belgischer Fußballspieler.

## Karriere

### Verein
Bertaccini spielte in der Jugend für RSC Charleroi, Standard Lüttich und den FC Brügge. Zur Saison 2014/15 wechselte er zum KRC Genk. Im Januar 2015 debütierte er bei seinem Kaderdebüt für die Profis in der Pro League, als er am 22. Spieltag jener Saison gegen Sporting Lokeren in der 81. Minute für Siebe Schrijvers eingewechselt wurde. Bis Saisonende kam er zu zwei Einsätzen in der Pro League.
In der Saison 2015/16 kam er zu keinem Einsatz. Zur Saison 2016/17 wurde er an den Zweitligisten Cercle Brügge verliehen. Im Januar 2017 erzielte er bei einem 2:1-Sieg gegen den AFC Tubize sein erstes Tor in der 2. Division. Für Brügge absolvierte er 18 Spiele in der regulären Saison und vier Spiele im Abstiegs-Playoff.
Zur Saison 2017/18 wechselte Bertaccini nach Portugal zum Zweitligisten FC Arouca. In seiner ersten Saison bei Arouca kam er zu zehn Einsätzen in der Segunda Liga, in denen er ohne Treffer blieb. In der Saison 2018/19 absolvierte er sechs Ligaspiele und stieg mit dem Verein aus der Segunda Liga ab. Im Mai 2019 absolvierte er ein Probetraining beim österreichischen Zweitligisten FC Blau-Weiß Linz. Kurz vor Saisonbeginn 2019/20 gab dann der belgische Drittligist KMSK Deinze die Verpflichtung des Spielers bekannt.
Ohne ein Spiel für Deinze absolviert zu haben, wechselte im Januar 2020 zu den drittklassigen Amateuren des österreichischen Zweitligisten FC Wacker Innsbruck. Nach 27 Einsätzen für die Amateure debütierte er im November 2021 bei seinem Kaderdebüt für die Profis der Tiroler in der 2. Liga. Bis zum Ende der Saison 2021/22 kam der Angreifer zu 16 Zweitligaeinsätzen, in denen er ein Tor erzielte. Nach der Saison 2021/22 war Wacker allerdings insolvent und musste aus der 2. Liga absteigen. Daraufhin blieb Bertaccini in der 2. Liga und wechselte zum Floridsdorfer AC. Für Floridsdorf kam er insgesamt zu 82 Zweitligaeinsätzen, in denen er elfmal traf. Nach der Saison 2024/25 verließ er den Verein.

### Nationalmannschaft
Bertaccini spielte im Februar 2012 erstmals für eine belgische Jugendnationalauswahl. Im August 2013 spielte er gegen Deutschland erstmals für die U-17-Mannschaft. Im September 2014 kam er gegen Tschechien erstmals für das U-18-Team zum Einsatz. Im November 2014 debütierte er gegen die Niederlande für die U-19-Auswahl.

## Persönliches
Sein Bruder Adriano (* 2000) ist ebenfalls Fußballspieler.